# جوني كارسون
جون ويليام «جوني» كارسون (بالإنجليزية: Johnny Carson)‏ (23 أكتوبر 1925 - 23 يناير 2005) مقدم برامج تلفزيونية وكوميدي أمريكي، قدم برنامج «ذا تونايت شو» لمدة 30 سنة من العام 1962 إلى العام 1992، حاصل على 6 جوائز إيمي.

## حياته
ولد في كورنينغ في ولاية آيوا، بعد أن تخرج من الثانوية والتحق بالبحرية الأمريكية خلال الحرب العالمية الثانية، التحق كارسون في جامعة نبراسكا، وأثناء وجوده هناك شارك في الأنشطة المسرحية الطلابية وعمل لمحطة إذاعية في لينكون. بعد تخرجه في عام 1949، تولي كارسون وظيفة إذاعية أخرى في أوماها، وفي عام 1951 بدأ عمله كمذيع في محطة تلفزيونية في لوس أنجلوس. كما أنه قدم برنامج كوميدي كان يعرض كل يوم أحد بعد الظهر، وبعد ذلك وظف ليصبح كاتبا لبرنامج المذيع ريد سكيلتون، وبعد نجاحه ككاتب مع سكيلتون، أعطي له من قبل هيئة الإذاعة الكولومبية برنامجا خاصا به سمي The Johnny Carson Show وبعدها انتقل كارسون لمدينة نيويورك وفي عام 1957 أصبح مذيعا لبرنامج ألعاب تلفزيوني اسمه «بمن تثق؟» Who Do You Trust?، وفي 1962 أصبح مذيعا لبرنامج ذا تونايت شو بعد المذيع جاك بار.

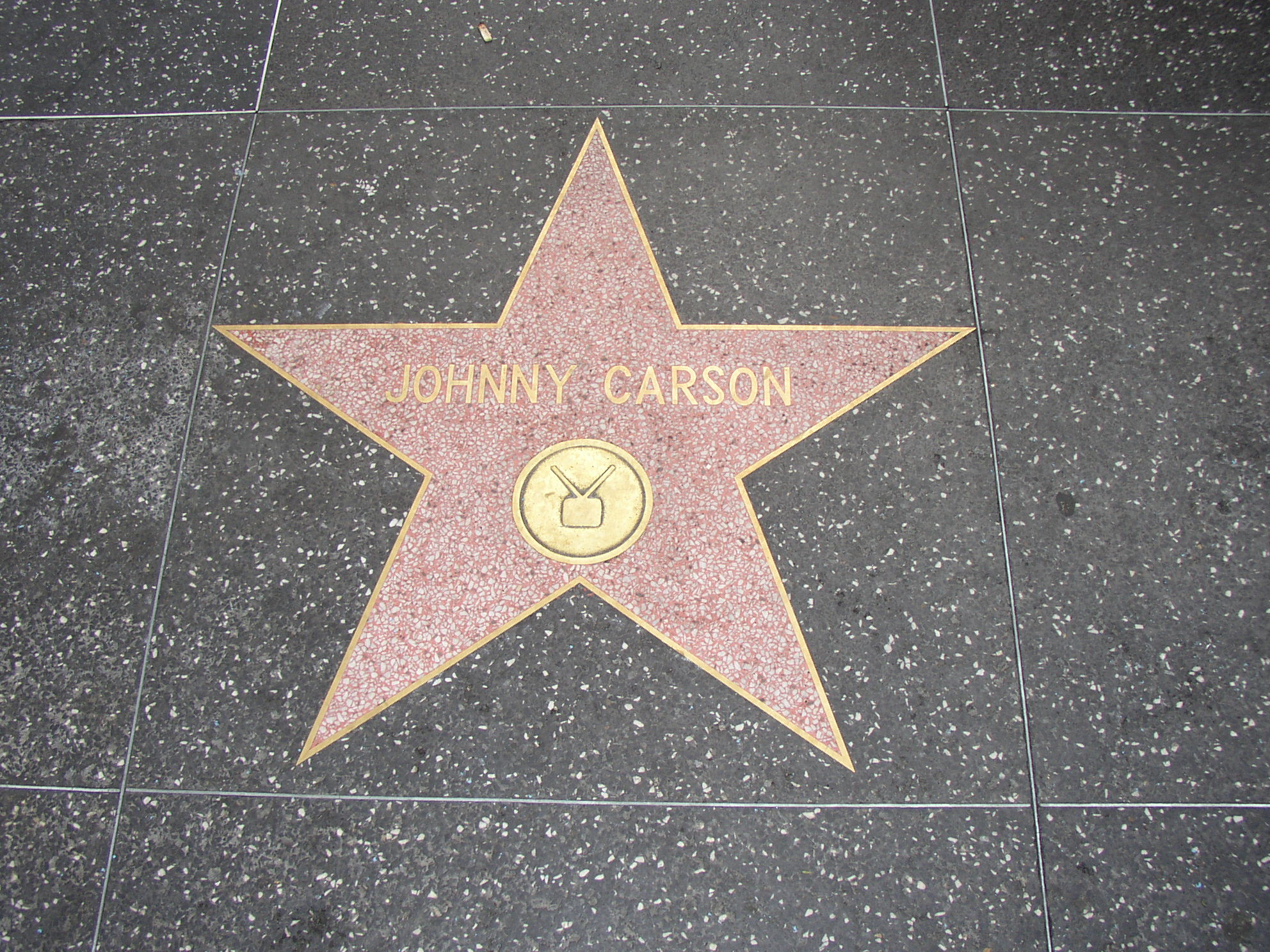
نجمة كارسون على ممشى المشاهير في هوليوود

## روابط خارجية
- جوني كارسون على موقع IMDb (الإنجليزية)
- جوني كارسون على موقع الموسوعة البريطانية (الإنجليزية)
- جوني كارسون على موقع مونزينجر (الألمانية)
- جوني كارسون على موقع ألو سيني (الفرنسية)
- جوني كارسون على موقع ميوزك برينز (الإنجليزية)
- جوني كارسون على موقع أول موفي (الإنجليزية)
- جوني كارسون على موقع قاعدة بيانات برودواي على الإنترنت (الإنجليزية)
- جوني كارسون على موقع قاعدة بيانات الأفلام السويدية (السويدية)
- جوني كارسون على موقع إن إن دي بي (الإنجليزية)
- جوني كارسون على موقع قاعدة بيانات الفيلم (الإنجليزية)